# Vicente Zito
Vicente Antonio Zito (Quilmes, Buenos Aires, Argentina, 25 de noviembre de 1912; 26 de julio de 1989) fue un futbolista argentino. Como jugador, se desempeñaba en la posición de delantero.

## Trayectoria

### Quilmes
Zito debutó en Quilmes en 1931. En el cervecero jugó hasta 1933, en un pase polémico, en el que los socios del club protestaron después de la transferencia de sus mejores jugadores.

### Racing
En 1933 llega a Racing junto a Demetrio Conidares y Eduardo Leoncio. En su primer año se consagró campeón de la Copa Competencia, al vencer a San Lorenzo por 4 a 0.
Zito disputó 208 partidos con la camiseta de Racing y convirtió 73 goles.

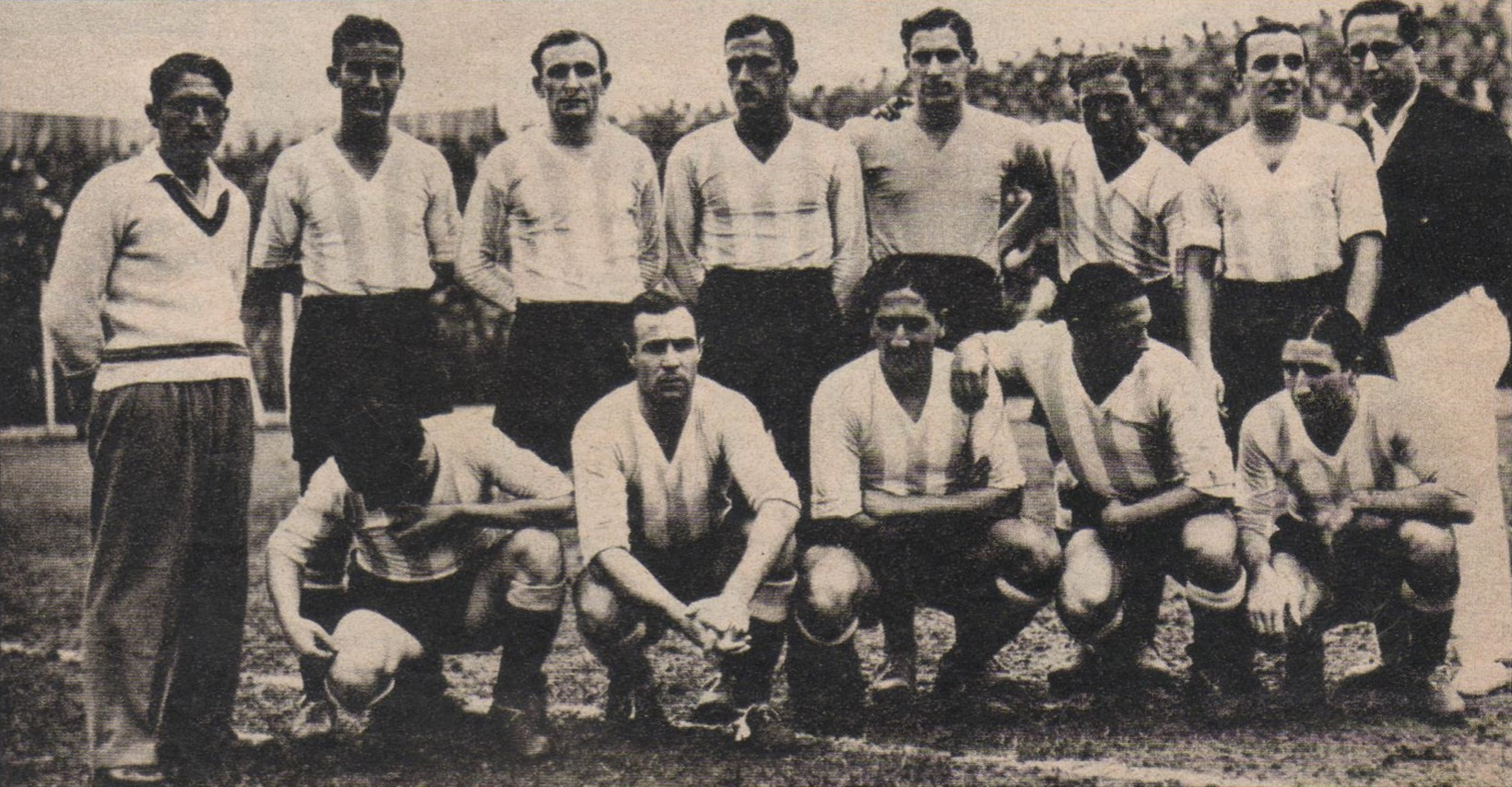
Formación de Racing en 1937.

### Atlanta
En 1944 pasó a Atlanta, donde jugó una temporada.

### Argentino de Quilmes
Su último club fue Argentino de Quilmes, donde se retiró del fútbol.

## Selección Argentina
Zito jugó la Copa América 1935, con la Selección Argentina, donde fue subcampeón.

## Clubes
| Club                 | País      |
| -------------------- | --------- |
| Quilmes              | Argentina |
| Racing Club          | Argentina |
| Atlanta              | Argentina |
| Argentino de Quilmes | Argentina |

## Palmarés
| Título           | Equipo      | País      | Año  |
| ---------------- | ----------- | --------- | ---- |
| Copa Competencia | Racing Club | Argentina | 1933 |